# Knyazsa
Knyazsa (szlovákul: Kňažia) Alsókubin városrésze, egykor önálló falu Szlovákiában, a Zsolnai kerületben, az Alsókubini járásban.

## Fekvése
Alsókubin központjától 2 km-re északkeletre, az Árva jobb partján fekszik. Határa többnyire erdővel, rétekkel és legelőkkel borított.

## Története
A falu a 14. században a vlach jog alapján keletkezett az árvai váruradalom területén. A kenéz igazgatása alatt állt, aki a bírói tisztséget is betöltötte. 1474-ben Hunyadi Mátyástól kiváltságokat kapott. A kuruc harcokban elpusztult. Lakói főként állattenyésztésből éltek.
A 18. század végén Vályi András így ír róla: „KNYAZA. Tót falu Árva Várm. az Árvai Uradalomhoz, és Várhoz tartozik, lakosai katolikusok, fekszik Árva vize mellett, Kubin Városától 1/4 mértföldnyire, határja Árva vize mellett közép termékenységű, a’ hegy oldalán pedig soványas, vagyonnyai meglehetősek.”
Fényes Elek 1851-ben kiadott geográfiai szótárában így ír a faluról: „Knyáza, tót falu, Árva vm., az Árva jobb partján: 558 kath., 16 ev. lak., kath. paroch. templom. Szép erdő. 28 sessio. F. u. az árvai urad. Ut. p. Rosenberg.”
1899-ben nevét „Papfölde”-re magyarosították, de az nem maradt fenn. 1910-ben 318, túlnyomórészt szlovák lakosa volt. A trianoni diktátumig Árva vármegye Alsókubini járásához tartozott.

## Nevezetességei
Római katolikus temploma 1774 előtt épült barokk stílusban, tornyát 1843-ban építették hozzá. 1940-ben megújították. Főoltára 1618-ban készült, reneszánsz stílusú.

## Külső hivatkozások
- A Knyazsai Középiskola honlapja
- Knyazsa a térképen

## Lásd még
- Alsókubin
- Benyólehota
- Kisbiszterec
- Mokrágy
- Nagybiszterec
- Szrnyace
- Zászkal